# Yamin Yisrael
Le Yamin Yisrael (hébreu : ימין ישראל, litt. Israël à droite) était un parti politique israélien mineur d'extrême droite.

## Histoire
Le parti fut créé le 25 juillet 1995 lorsque Shaul Gutman quitta le Moledet. Il participa aux élections législatives de 1996, mais échoua à dépasser le seuil électoral de 1,5 % et ne fut pas représenté à la Knesset.

Lors des élections législatives de 2003, le parti participa à une liste conjointe avec le Hérout. Ensemble, les partis n'obtinrent que 36 202 voix (1,1 %) ce qui ne leur permit pas de franchir le seuil électoral. Pour les élections législatives de 2006, le parti s'allia au Front national juif de Baruch Marzel, obtenant 28 824 (0,79 %), échouant encore à franchir le seuil électoral.

Le parti ne participa pas aux élections législatives de 2009.

## Idéologie
Les objectifs du parti étaient :
- remplacer l'actuel système de représentation proportionnelle pour les élections par une méthode fondée sur des circonscriptions.
- institution d'un système présidentiel de gouvernement.
- une nomination présidentielle des juges à la Cour suprême.
- renforcer les lois fondamentales d'Israël interdisant les partis niant la nature juive de l'État.
- retirer la citoyenneté aux citoyens « déloyaux ».
- supprimer les allocations à l'enfance importantes.
- supprimer la clause des grands-parents de la loi du retour (qui permet à tous les non-Juifs ayant un grand-parent juif de demander la citoyenneté israélienne).
- permettre le vote des Israéliens vivant à l'étranger.
- punir CNN et la BBC pour être des « vitrines pour l'antisémitisme ».
- supprimer progressivement l'aide militaire américaine à Israël.